# Halobaculum
Genre
Espèces de rang inférieur
- Halobaculum gomorrense
- Halobaculum magnesiiphilum

Halobaculum est un genre d'archées halophiles de la famille des Halobacteriaceae.